# José Antonio de Lizarzaburu
José Antonio de Lizarzaburu y Dávalos, (1747-1809). Alcalde de primer voto y fundador de la nueva Riobamba, hijo de  Juan Manuel de Lizarzaburu y Diez Flores y Magdalena Dávalos y Maldonado.
Su hijo, Ignacio José, fue prócer de la independencia de Ecuador.

## Fundador de la nueva Riobamba
Junto a Leandro Sepla (o Sepia o Sefla) y Oro cacique de Licán y Macaxi y Francisco Luis Héctor de Carondelet barón de Carondelet es considerado uno de los principales autores del reasentamiento, en el llano de San Miguel de Agüisacte en la llanura de Tapi, de la nueva Riobamba, al quedar la antigua villa, asentada sobre la ancestral Liribamba, capital de los Puruhaes, totalmente destruida por un terremoto que, el sábado 4 de febrero de 1797, asoló gran parte del territorio de lo que comprendía la Real Audiencia de Quito, en aquella época.
El 21 de marzo de 1797, un Cabildo abierto de los pobladores de Riobamba lo delegó, conjuntamente con Andrés Falconí y Vicente Antonio de León, para que estudie y emita un informe a fin de establecer el lugar más apto donde volver a edificar la villa de Riobamba, ante la diferencia de criterios surgida en la población, por la que unos se inclinaban por la llanura de Gatazo y otros por la de Tapi.
En cumplimiento de su misión, conjuntamente con los otros dos delegados, presentó el respectivo informe a la Real Audiencia de Quito, por el que recomendó la reconstrucción de la villa en la llanura de Tapi; expresando también, en dicho informe, cimentados argumentos de que era factible llevar agua, a dicho lugar, desde Licán.
En unión de Sepla (o Zefla o Sepia o Sefla) y Oro, se hizo cargo de la orientación de la delineación de la nueva villa; del esquema en el trazado y construcción de sus calles así como de sus canales de desagüe; del recorrido y construcción del canal de conducción de agua desde Licán; e, igualmente de la organización en el traslado minucioso de los enseres y bienes de los riobambeños.

## Matrimonio
Casó con Mariana Benavides Loma, con sucesión.